# Ясна вулиця (Київ)
Я́сна ву́лиця — вулиця в Солом'янському районі міста Києва, місцевість Совки. Пролягає від Холодноярської вулиці до вулиці Каменярів.
Прилучається Ясний провулок.

## Історія
Вулиця утворилася в першій половині XX століття під назвою 368-ма Нова. Сучасна назва — з 1944 року.